# Liste der Kulturdenkmale in Almdorf
In der Liste der Kulturdenkmale in Almdorf sind alle Kulturdenkmale der schleswig-holsteinischen Gemeinde Almdorf (Kreis Nordfriesland) aufgelistet (Stand: 10. März 2025).

## Legende
In den Spalten befinden sich folgende Informationen:
- Objekt-ID: die Nummer des Kulturdenkmales
- Lage: die Adresse des Kulturdenkmales und die geographischen Koordinaten. Kartenansicht, um Koordinaten zu setzen. In der Kartenansicht sind Kulturdenkmale ohne Koordinaten mit einem roten Marker dargestellt und können in der Karte gesetzt werden. Kulturdenkmale ohne Bild sind mit einem blauen Marker gekennzeichnet, Kulturdenkmale mit Bild mit einem grünen Marker.
- Offizielle Bezeichnung: Bezeichnung des Kulturdenkmales
- Beschreibung: die Beschreibung des Kulturdenkmales
- Bild: ein Bild des Kulturdenkmales

## Bauliche Anlagen
| Objekt-ID     | Lage                                       | Offizielle Bezeichnung | Beschreibung | Bild                             |
| ------------- | ------------------------------------------ | ---------------------- | --- | -------------------------------- |
| 5976 Wikidata | Osterstraat 15 (54° 34′ 55″ N, 9° 1′ 5″ O) | Schmiede               | Schmiede; um 1900; eingeschossiger kleiner Backsteinbau unter steilem, pfannengedeckten Satteldach, Mauerwerk mit Mauerankern, an der Nordseite großer Schornstein, im Inneren Esse - Begründung: geschichtlich, städtebaulich, Kulturlandschaft prägend - Schutzumfang: gesamtes Objekt - Denkmaltyp: Bauliche Anlage | weitere Fotos \| Fotos hochladen |

## Quelle
- Liste der Kulturdenkmale in Schleswig-Holstein – Kreis Nordfriesland (PDF)